# Palmoconcha russellensis
Palmoconcha russellensis är en kräftdjursart som beskrevs av Brouwers 1993. Palmoconcha russellensis ingår i släktet Palmoconcha och familjen Loxoconchidae. Inga underarter finns listade i Catalogue of Life.